# Малый куду
Ма́лый ку́ду (лат. Tragelaphus imberbis) — африканская антилопа.

## Внешность
Самцы малого куду значительно крупнее самок и достигают веса до 100 кг при росте в холке около 1 м. Довольно крупные, завинченные рога, насчитывающие до 75 см, имеются только у самцов. Самки весят лишь 60 кг. Шерсть у обоих полов серо-бурая и покрыта пятнадцатью тонкими белыми полосками. На шее находятся два чётких белых пятна. Ноги коричневые с лёгким оранжевым оттенком. Спасаясь бегством, малый куду задирает свой короткий хвост, показывая его белую нижнюю сторону.

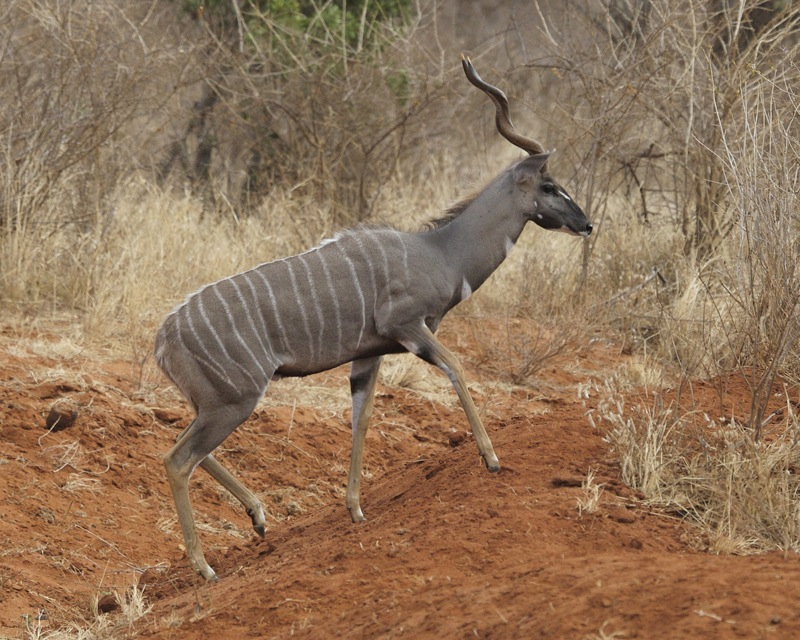

## Распространение
В отличие от большого куду, встречающегося по всей Африке, малый куду обитает на относительно небольшой территории, включающей части Танзании, Кении, Эфиопии и Сомали. В 1967 году один экземпляр был неожиданно найден в совсем другом месте, а именно в Йемене на Аравийском полуострове. С тех пор учащаются свидетельства о том, что эти животные обитают и в Саудовской Аравии, однако по всей видимости являются там крайне редкими или уже вымершими. Невозможно с уверенностью сказать, является ли Аравийский полуостров естественным ареалом малого куду или же он был занесён туда человеком.
Сферой обитания этой антилопы являются акациевые рощи и густые заросли. По оценке МСОП малый куду зависит от защитных мер со стороны человека.

## Поведение
Малый куду почти не мигрирует. Самки живут в небольших группах от четырёх до десяти особей; холостяцкие группы образуют также молодые самцы. Взрослые самцы живут в одиночку и встречаются с самками только в брачный период. Малые куду активны прежде всего в ночное время, но могут бодрствовать и днём, если нет большой жары. В пищу употребляют главным образом листья, но не брезгуют и травами.

## Подвиды
Различают 2 подвида малого куду (Tragelaphus imberbis):
- T. i. imberbis — Северный малый куду[2], равнины восточно-центральной Эфиопии, северо-запада Сомали[2];
- T. i. australis — Южный малый куду[2], равнины южной Эфиопии, Сомали, крайнего юго-востока Судана, крайнего северо-востока Уганды, северной, центральной и южной Кении, восточной Танзании[2].

## Фото

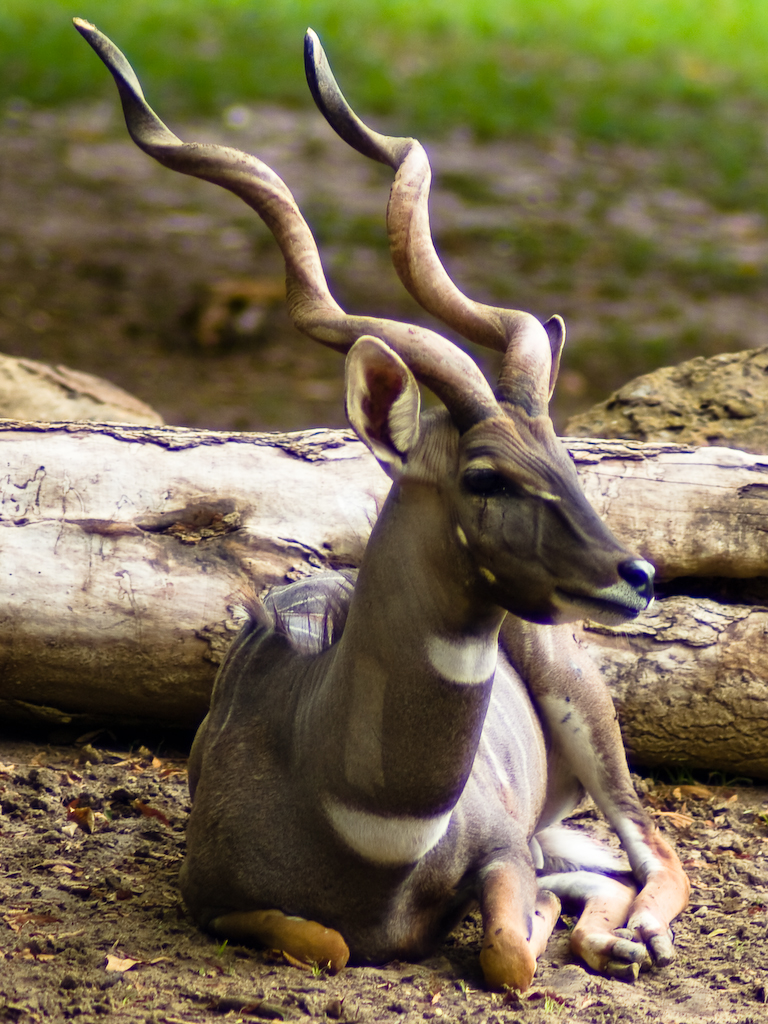
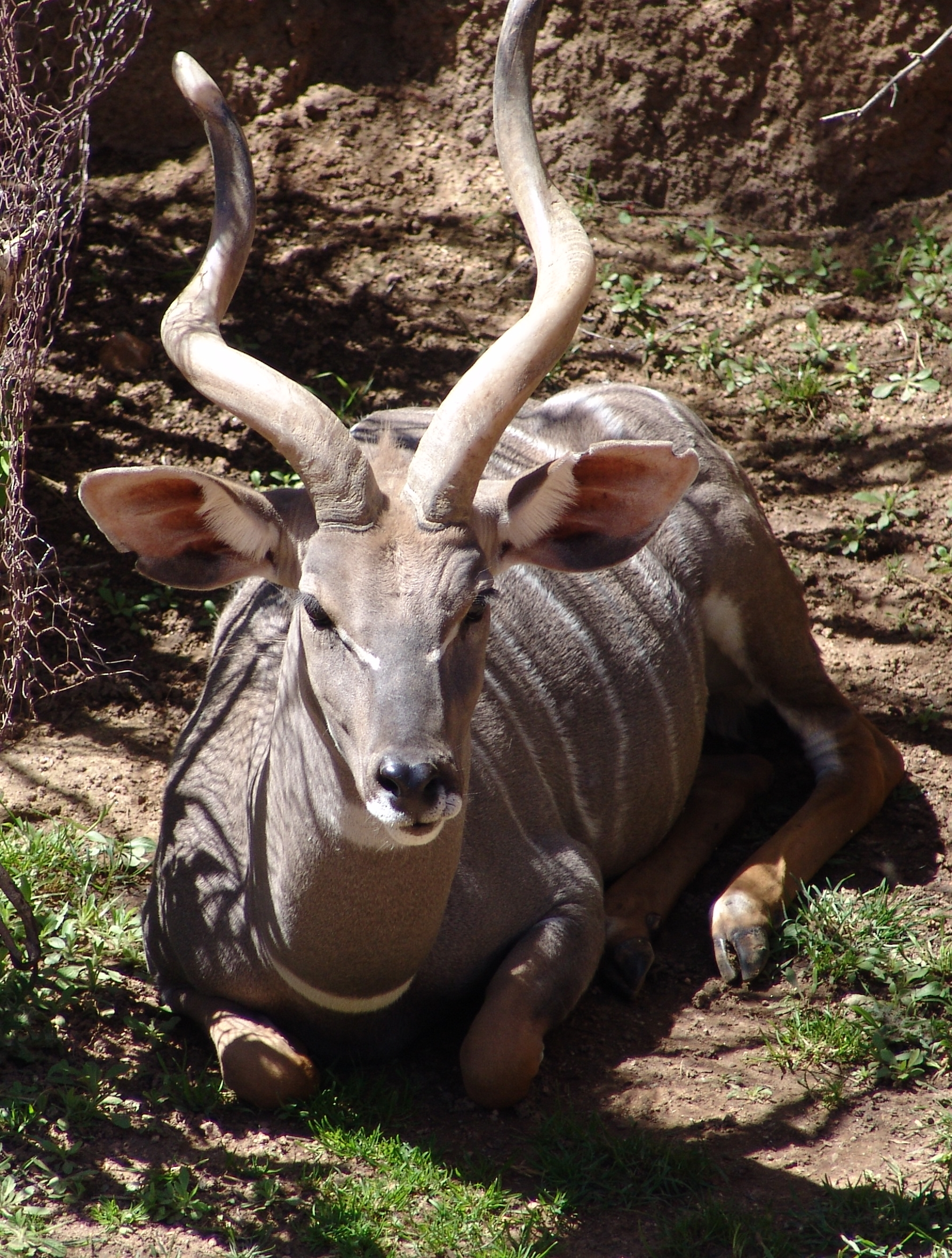
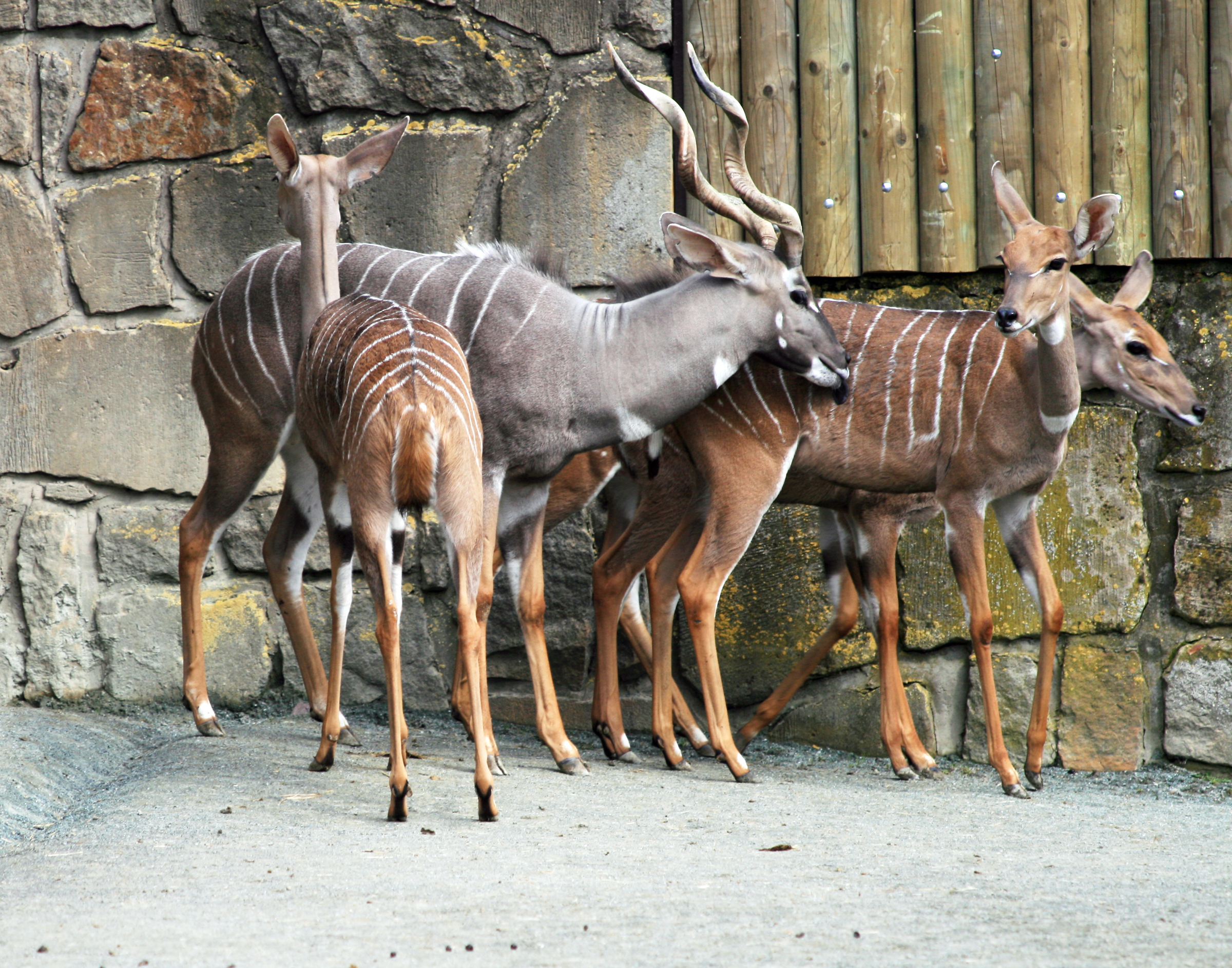
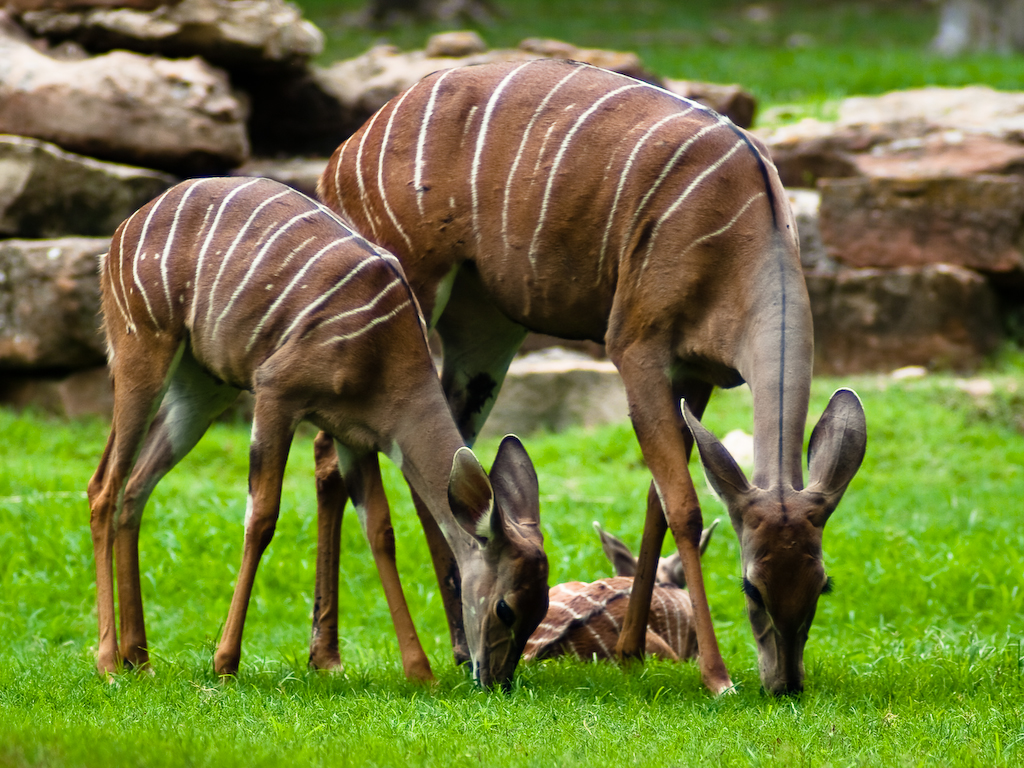